# War-Schiffe
War-Schiffe (englisch: War-ships oder War-standards) bezeichnet eine Gruppe von Fracht- und Hilfsschiffen, die während und nach dem Ersten Weltkrieg gebaut wurden und im Dienst der britischen Regierung standen. Die Bezeichnung leitet sich von den Schiffsnamen ab, die mit wenigen Ausnahmen mit „War“ begannen.

## Geschichte
Die Gruppe der War-Schiffe setzt sich zum Großteil aus verschiedenen standardisierten Neubauten zusammen, die in staatlichen Bauprogrammen in Großbritannien, Hongkong und China entstanden, beziehungsweise im Ausland (Vereinigten Staaten, Kanada und Japan) gebaut und angekauft wurden. Im Einzelnen umfasste das Bauprogramm zahlreiche Schiffsarten und -typen, angefangen von kleinen Schleppern über alle Bauarten von Frachtern und Küstenschiffen bis hin zu Tankern. Darüber hinaus fanden sich Hilfsschiffe sowie Leichter und Bargen verschiedener Größen im Programm. Im weiteren Sinne zählen auch eine Reihe von Betonschiffsentwürfen zum War-Bauprogramm, aufgrund ihrer besonderen Bauart erhielten diese aber abweichend von der normalen Benennung das Namenspräfix „Crete“. Der Löwenanteil der War-Schiffe unterstand dem Shipping Controller, der eigentliche Betrieb der Schiffe wurde in den meisten Fällen aber bestehenden Reedereien übertragen. Insgesamt wurden 821 Schiffe geordert (Bauten aus den Vereinigten Staaten nicht mitgezählt), von denen 416 in den Jahren 1917 bis 1920 im Regierungsauftrag fertiggestellt wurden. 279 begonnene Schiffe wurden während des Baus an private Auftraggeber übertragen, die restlichen Aufträge annulliert.
Eine Reihe von Werften fuhr auch in späteren (oft zahlreichen) Jahren mit dem Bau von Schiffen nach den standardisierten War-Entwürfen fort, diese Bauten zählen aber, obgleich vom selben Typ, im engeren Sinne nicht zur eigentlichen Gruppe der War-Schiffe.

## Die britischen Standard-Seeschiffstypen

### Typ „A“
Der Typ „A“ war ein Schüttgut-Frachtdampfer ohne Zwischendeck in Dreiinsel-Auslegung. Er wurde von der Werft D. and W. Henderson and Company in Glasgow entworfen und von zahlreichen Werften in Großbritannien und Nordirland gebaut.
Herkunft/Bauwerften:
- Vereinigtes Königreich: John Brown & Company, Clydebank, Caird & Company, Greenock, Cammell, Laird & Company, Birkenhead, Charles Connell & Company, Glasgow, Sir Raylton Dixon and Company, Middlesbrough, William Doxford & Sons, Sunderland, William Gray & Company, West Hartlepool, Greenock & Grangemouth Dockyard Company, Greenock, Harland & Wolff, Belfast und Govan, Hawthorn, Leslie & Company, Hebburn, D. and W. Henderson and Company, Clyde, Sir James Laing and Sons, Sunderland, A. McMillan & Sons, Dumbarton, Napier & Miller, Old Kilpatrick, Northumberland Shipbuilding Company, Howden on Tyne, William Pickersgill & Sons, Sunderland, Richardson, Duck & Co. Ltd., Stockton-on-Tees, Ropner & Sons, Stockton-on-Tees, Swan Hunter & Wigham Richardson, Sunderland, Joseph L. Thompson and Sons, Sunderland, Robert Thompson and Sons, Sunderland

| Länge    | Breite  | Tiefgang | Tragfähigkeit | Bauzeit       | Anzahl | Bemerkung |
| -------- | ------- | -------- | ------------- | ------------- | ------ | --------- |
| 125,58 m | 15,85 m | 7,62 m   | 8175 ts       | 1917 bis 1920 |        |           |

### Typ „B“
Der Typ „B“ war ein Dreiinsel-Frachtdampfer mit zwei Decks. Er wurde ebenfalls von der Werft D. and W. Henderson and Company entworfen und entsprach bis auf das zusätzliche Zwischendeck dem Typ „A“, wodurch er besser für den Transport von gemischten und Stückgutladungen geeignet war. Dieser Typ wurde von der größten Anzahl an Werften, darunter auch solchen in Hongkong und China gebaut.
Herkunft/Bauwerften:
- Vereinigtes Königreich: Armstrong-Whitworth, Newcastle, Ayrshire Dockyard Company, Ayrshire, Bartram & Sons, Sunderland, John Brown & Company, Clydebank, Caird & Company, Greenock, Caledon Shipbuilding & Engineering Company, Dundee, Cammell, Laird & Company, Birkenhead, Charles Connell & Company, Glasgow, Craig, Taylor & Company, Stockton on Tees, W. Dobson & Company, Walker on Tyne, William Doxford & Sons, Sunderland, Earles Shipbuilding & Engineering Company, Hull, William Gray & Company, West Hartlepool und Sunderland (EGIS Shipyard), Harland & Wolff, Belfast, Greenock und Govan, Hawthorn, Leslie & Company, Hebburn, D. and W. Henderson and Company, Clyde, Irvine’s Shipbuilding & Dry Docks Company, Hartlepool, Sir James Laing and Sons, Sunderland, A. McMillan & Sons, Dumbarton, Northumberland Shipbuilding Company, Howden on Tyne, Palmers Shipbuilding and Iron Company, Hebburn on Tyne und Jarrow, William Pickersgill & Sons, Sunderland, John Priestman & Company, Sunderland, John Readhead and Sons, South Shields, Richardson, Duck & Company, Stockton-on-Tees, Ropner & Sons, Stockton-on-Tees, Scotts Shipbuilding and Engineering Company, Greenock, Short Brothers, Pallion, Sunderland Shipbuilding Company, Sunderland, Swan Hunter & Wigham Richardson, Sunderland, Robert Thompson and Sons, Sunderland, Workman, Clark, Belfast
Hongkong: Hong Kong & Whampoa Dock Co., Taikoo Dockyard
China: Shanghai Dock Co., Shanghai

| Länge    | Breite  | Tiefgang | Tragfähigkeit | Bauzeit       | Anzahl | Bemerkung |
| -------- | ------- | -------- | ------------- | ------------- | ------ | --------- |
| 125,58 m | 15,85 m | 7,64 m   | 8075 ts       | 1917 bis 1920 |        |           |

### Typ „C“
Der Entwurf zum Typ „C“ stammte von der Tyne Iron Shipbuilding Company aus Newcastle. Es war, verglichen mit dem Typ „A“, ein geringfügig kleinerer und für den Transport von Massengütern ausgelegter Eindeck-Frachtdampfer im Dreiinsel-Design. Auch dieser Typ wurde von Werften in Großbritannien, Nordirland, Hongkong und China gebaut.
Herkunft/Bauwerften:
- Vereinigtes Königreich: Armstrong-Whitworth, Newcastle, John Blumer and Company, Sunderland, Blyth Dry Docks & Shipbuilding Company, Blyth, Craig, Taylor & Company, Stockton on Tees, Sir Raylton Dixon and Company, Middlesbrough, W. Dobson & Company, Walker on Tyne, Dublin Dockyard Company, Dublin, Robert Duncan and Company, Glasgow, E. Finch & Company, Chepstow, William Gray & Company, West Hartlepool, Greenock & Grangemouth Dockyard Company, Greenock, Irvine’s Shipbuilding & Dry Docks Company, Hartlepool, Lloyd Royal Belge (G.B.) Ltd., Whiteinch, North of Ireland Shipbuilding Company, Londonderry, John Priestman & Company, Sunderland, Ramage & Ferguson, Leith, Ropner & Sons, Stockton-on-Tees, Joseph L. Thompson and Sons, Sunderland, Robert Thompson and Sons, Sunderland, Tyne Iron Shipbuilding Company, Newcastle, Wood, Skinner & Co., Gateshead
Hongkong: Hong Kong & Whampoa Dock Co.
China: Shanghai Dock Co., Shanghai

| Länge    | Breite  | Tiefgang | Tragfähigkeit | Bauzeit       | Anzahl | Bemerkung |
| -------- | ------- | -------- | ------------- | ------------- | ------ | --------- |
| 104,24 m | 14,17 m | 6,60 m   | 5050 ts       | 1917 bis 1921 |        |           |

### Typ „C“ (modifiziert)
Die Burntisland Shipbuilding Company lieferte einen geringfügig abgewandelten Entwurf des Typ „C“ der ab August 1918 ausschließlich auf einer neuangelegten Werft nahe Rossend Castle am Firth of Forth erstellt wurde.
| Länge    | Breite  | Tiefgang | Tragfähigkeit | Bauzeit                      | Anzahl | Bemerkung |
| -------- | ------- | -------- | ------------- | ---------------------------- | ------ | --------- |
| 104,24 m | 14,17 m | 6,60 m   | 5400 ts       | August 1918 bis Februar 1920 | 3      |           |

### Typ „D“
Im Februar 1917 beauftragte der Shipping Controller die Werft S. P. Austin & Sons in Sunderland damit, einen Collier-Typ zu entwerfen, der später als Typ „D“ geführt wurde.
Herkunft/Bauwerften:
- Vereinigtes Königreich: S. P. Austin & Sons, Sunderland, Blyth Dry Docks & Shipbuilding Company, Blyth, Caledon Shipbuilding & Engineering Company, Dundee, J. Crown & Sons, Sunderland, Dublin Dockyard Company, Forth Shipbuilding & Engineering Company, Alloa, William Gray & Company, West Hartlepool, W. Harkess & Son, Middlesbrough, Harland & Wolff, Belfast, C. Hill & Sons, Bristol, Osbourne Graham & Company, Hylton, Swan Hunter & Wigham Richardson, Sunderland, Wood Skinner & Company, Newcastle

| Länge   | Breite  | Tiefgang | Tragfähigkeit | Bauzeit       | Anzahl | Bemerkung |
| ------- | ------- | -------- | ------------- | ------------- | ------ | --------- |
| 86,87 m | 12,72 m | 5,79 m   | 2980 ts       | 1918 bis 1919 | 27     |           |

### Typ „E“
Der Typ „E“ war ein Trampdampfer mit Zwischendeck. Entworfen von der Werft Robert Duncan and Company in Glasgow wurde er auch von zwei weiteren Werften erstellt.
- Herkunft/Bauwerften: Vereinigtes Königreich: Robert Duncan and Company, Glasgow, Earles Shipbuilding & Engineering Company, Hull, William Gray & Company, West Hartlepool

| Länge    | Breite  | Tiefgang | Tragfähigkeit | Bauzeit       | Anzahl | Bemerkung |
| -------- | ------- | -------- | ------------- | ------------- | ------ | --------- |
| 114,60 m | 15,71 m | 7,24 m   | 7020 ts       | 1918 bis 1920 | 5      |           |

### Typ „F“
Der Typ „F“ war ein Trampdampfer mit Zwischendeck. Entworfen von der Werft Joseph L. Thompson and Sons in Sunderland, wurde er nur noch von der in derselben Stadt ansässigen Werft William Doxford & Sons gebaut.
| Länge    | Breite  | Tiefgang | Tragfähigkeit | Bauzeit                   | Anzahl | Bemerkung |
| -------- | ------- | -------- | ------------- | ------------------------- | ------ | --------- |
| 124,42 m | 16,91 m | 8,72 m   | 10.795 ts     | Ende 1918 bis Anfang 1920 | 12     |           |

### Typ „F1“
Der Typ „F1“ war ein Shelterdeck-Trampdampfer. Entworfen und gebaut wurde er ausschließlich von der Werft Northumberland Shipbuilding Company in Howden on Tyne.
| Länge    | Breite  | Tiefgang | Tragfähigkeit | Bauzeit                    | Anzahl | Bemerkung |
| -------- | ------- | -------- | ------------- | -------------------------- | ------ | --------- |
| 121,92 m | 16,15 m | 7,02 m   | 9000 ts       | Oktober 1918 bis Juni 1920 | 13     |           |

### Typ „G“
Die als Typ „G“ gebauten Schiffe waren eine Konstruktion der nordirischen Werft Workman, Clark. Ursprünglich als Stückgutschiffe mit Kühleinrichtungen für den Fleischtransport entwickelt, variierten die einzelnen Einheiten in ihrer Ausstattung teils sehr stark, da sie bis auf eines erst nach dem Ende des Ersten Weltkrieges fertiggestellt wurden. Die begonnenen Schiffe wurden noch im Baustadium verkauft und so von ihren späteren Reedereien an deren eigene Bedürfnisse angepasst.
Herkunft/Bauwerften:
- Vereinigtes Königreich: Barclay, Curle and Company, Whiteinch, Harland & Wolff, Belfast, Alexander Stephen and Sons, Linthouse, Workman, Clark, Belfast

| Länge    | Breite  | Tiefgang | Tragfähigkeit | Bauzeit                          | Anzahl | Bemerkung |
| -------- | ------- | -------- | ------------- | -------------------------------- | ------ | --------- |
| 141,73 m | 17,68 m | 8,84 m   | 10.800 ts     | September 1918 bis Dezember 1920 | 22     |           |

### Typ „H“
Der Typ „H“ war ein von S. P. Austin & Sons in Bishop’s Wearmouth, Sunderland entworfener Eindeck-Frachtdampfer. Die Konstruktionswerft wurde erst spät im Krieg vom Shipping Controller mit dem Entwurf beauftragt, so dass ein Großteil der Einheiten erst nach Kriegsende fertiggestellt wurde.
Herkunft/Bauwerften:
- Vereinigtes Königreich: Ardrossan Shipbuilding Company, Ardrossan, S. P. Austin & Sons, Bishop’s Wearmouth, Dunlop Bremner & Company, Port Glasgow, E. Finch & Company, Chepstow, Forth Shipbuilding & Engineering Company, Alloa, William Gray & Company, West Hartlepool, C. Hill & Son, Bristol, A. and J. Inglis, Glasgow, Monmouth Shipbuilding Company, Chepstow, Wood Skinner & Company, Newcastle

| Länge   | Breite  | Tiefgang | Tragfähigkeit | Bauzeit                     | Anzahl | Bemerkung |
| ------- | ------- | -------- | ------------- | --------------------------- | ------ | --------- |
| 92,35 m | 13,11 m | 5,94 m   | 3860 ts       | Ende 1918 bis November 1920 | 32     |           |

### „385 feet 'tweendecker“ Typ
Der „385 feet 'tweendecker“ Typ wurde ausschließlich von der Werft Russel & Company in Port Glasgow gebaut, die den Trampdampfer mit Zwischendeck auch entworfen hatte.
| Länge    | Breite  | Tiefgang | Tragfähigkeit | Bauzeit                | Anzahl | Bemerkung |
| -------- | ------- | -------- | ------------- | ---------------------- | ------ | --------- |
| 117,35 m | 15,85 m | 7,32 m   | 7520 ts       | 1918 bis Dezember 1920 | 9      |           |

### Typ National oder „N“
Der National oder „N“-Typ bildete eine Besonderheit des Bauprogramms. Dieser Trampdampferentwurf mit Zwischendeck wurde von Harland & Wolff als „Fabricated Ship“ entwickelt. Die Stahlkonstruktion war dahingehend entworfen worden, dass man fachfremde Stahlbauunternehmen, wie Brückenbauer mit der Erstellung von vorgefertigten („fabricated“) Bauteilen beauftragen konnte. Der Rumpf bestand aus einer möglichst großen Anzahl von geradlinigen Bauteilen und Abschnitten und wies beispielsweise keinen Sprung, nur eine einfach gehaltene Aufkimmung und zahlreiche andere schiffbauliche Vereinfachungen auf.
Herkunft/Bauwerften:
- Vereinigtes Königreich: Armstrong-Whitworth, Newcastle, Furness Shipbuilding, Haverton Hill, Harland & Wolff, Govan, Monmouth Shipbuilding Company, Chepstow, National Shipyard No. 1, Chepstow, National Shipyard No. 2, Beachley, North of Ireland Shipbuilding, Londonderry, Swan Hunter & Wigham Richardson, Newcastle

| Länge    | Breite  | Tiefgang | Tragfähigkeit | Bauzeit            | Anzahl | Bemerkung |
| -------- | ------- | -------- | ------------- | ------------------ | ------ | --------- |
| 130,45 m | 16,90 m | 8,53 m   | 10.500 ts     | 1918 bis Ende 1920 | 34     |           |

### Typ „AO“
Der Typ „AO“ war ein aus Frachtdampfer-Typ „A“ entwickelter Tankdampfer. Die Umgestaltung zum Tankschiff wurde durch zusätzliche zylindrische Tanks im Laderaum, den Einsatz der Doppelboden- und Tieftanks zur Ölaufnahme sowie eine dementsprechende Ausrüstung erreicht und war von der Werft Sir James Laing and Sons in Sunderland entworfen worden. Der Umbau bestehender Typ „A“-Schiffe wurde von zahlreichen britischen Werften durchgeführt.
Herkunft/Bauwerften:
- Vereinigtes Königreich: Barclay, Curle and Company, Whiteinch, John Brown & Company, Clydebank, Caird & Company, Greenock, Cammell, Laird & Company, Birkenhead, Charles Connell & Company, Glasgow, Sir Raylton Dixon and Company, Middlesbrough, Fairfield Shipbuilders, Glasgow, Greenock & Grangemouth Dockyard Company, Greenock, William Hamilton & Company, Port Glasgow, Harland & Wolff, Govan, D. and W. Henderson and Company, Clyde, Sir James Laing and Sons, Sunderland, A. McMillan & Sons, Dumbarton, Napier & Miller, Old Kilpatrick, Richardson, Duck & Company, Stockton on Tees, Scotts Shipbuilding and Engineering Company, Greenock, Joseph L. Thompson and Sons, Sunderland, Swan Hunter & Wigham Richardson, Wallsend on Tyne und Sunderland, Vickers-Armstrongs, Barrow

| Länge    | Breite  | Tiefgang | Tragfähigkeit | Bauzeit              | Anzahl | Bemerkung                  |
| -------- | ------- | -------- | ------------- | -------------------- | ------ | -------------------------- |
| 125,58 m | 15,85 m | 7,64 m   | 7885 ts       | 1918 bis Anfang 1920 | 39     | umgebaute Typ „A“ Frachter |

### Typ „BO“
Auch der Tankdampfer-Typ „BO“ war ein Umbau aus einem Frachtdampfer, in diesem Fall aus dem Typ „B“. Wie beim Typ „AO“ erfolgte die Umgestaltung zum Tankschiff durch den Einbau zusätzlicher zylindrischer Tanks im Laderaum, die Vorbereitung der Doppelboden- und Tieftanks zur Ölaufnahme sowie eine dementsprechende Ausrüstung. Der einzige so erstellte Tankdampfer-Umbau wurde von der Werft John Brown & Company in Clydebank erstellt und umgebaut.
| Länge    | Breite  | Tiefgang | Tragfähigkeit | Bauzeit               | Anzahl | Bemerkung                   |
| -------- | ------- | -------- | ------------- | --------------------- | ------ | --------------------------- |
| 125,58 m | 15,85 m | 7,64 m   | 7885 ts       | Ende 1918/Anfang 1919 | 1      | umgebauter Typ „B“ Frachter |

### Typ „Z“
Der Typ „Z“ war ein von der Werft Swan Hunter & Wigham Richardson in Newcastle aus dem Tankdampfer-Umbau-Typ „AO“ entwickelter Tankdampfer. Die wesentliche Unterschiede des „Z“-Tankschiffs zum Umbau-Typ „AO“ war die Gestaltung des Laderaums als reiner Tankraum. Das hieß im Einzelnen, dass auf einen Doppelboden und Seitentanks verzichtet wurde und mittschiffs ein als durchgehender "Trunk" (Kofferdeck) ausgeführter Expansionstank vorgesehen wurde. Des Weiteren teilte man den Öltankraum durch ein Mittelschott und einige Querschotten. des Weiteren kam eine dementsprechende Tankerausrüstung zum Einbau. Äußerlich war der Unterschied zum Typ „AO“ hauptsächlich am erhöhten Kofferdeck und dem niedrigen Hafendeck durch Verzicht auf die Seitentanks erkennbar.
Herkunft/Bauwerften:
- Vereinigtes Königreich: Armstrong-Whitworth, Newcastle, Robert Duncan and Company, Glasgow, William Gray & Company, West Hartlepool, William Hamilton & Company, Port Glasgow, Irvine’s Shipbuilding & Dry Docks Company, Hartlepool, Sir James Laing and Sons, Sunderland, Lithgows, Port Glasgow, Palmers Shipbuilding and Iron Company, Hebburn on Tyne und Jarrow, Russel & Company, Port Glasgow, Swan Hunter & Wigham Richardson, Wallsend on Tyne und Sunderland

| Länge    | Breite  | Tiefgang | Tragfähigkeit | Bauzeit              | Anzahl | Bemerkung                      |
| -------- | ------- | -------- | ------------- | -------------------- | ------ | ------------------------------ |
| 125,58 m | 15,85 m | 7,64 m   | 8460 ts       | 1918 bis Anfang 1920 | 33     | Weiterentwicklung des Typ „AO“ |

## Die britischen Standard-Küstenschiffstypen
Die während des Ersten Weltkriegs im britischen Regierungsauftrag eingesetzten Küstenschiffe waren in sieben Gruppen von „C.S“ (Coaster, Standard) eingeteilt. Sie setzten sich entgegen der Bezeichnung aber nicht nur aus Standardschiffstypen zusammen, sondern wurden in nennenswerter Zahl mit jeweils vorhandenen Schiffen und Typen anderer Bauart aufgefüllt. Die Küstenschiffsgruppen begannen beim kleinsten Typ „C1“, einem kleinen Küstendampfer mit etwa 400 Tonnen Tragfähigkeit und achteren Aufbauten bis zum Typ „C7“, einem zwischen 2- und 3000 Tonnen tragenden Schutzdecker im Dreiinsel-Design. Darüber hinaus existierten Sondertypen, wie beispielsweise Colliers. Die Küstenschiffe wurden von zahlreichen britischen Werften sowie in Irland gebaut.

## DieCrete-Schiffe
Im Zuge des Bauprogramms der War-Schiffe entstand auch eine Reihe von Schleppern und Bargen aus stahlarmiertem Beton. Deren Namen wurden abweichend von der sonst üblichen mit dem Präfix War beginnenden Benennung zwar mit Crete (von englisch „concrete“ für Beton) eingeleitet, sie zählten aber ansonsten zum Kriegsbau-Programm der britischen Regierung.

## Standard-Schiffstypen aus den Vereinigten Staaten
Da der ab Sommer 1915 spürbare Mangel an Handelstonnage nicht alleine mit Neubauten auf britischen Werften ausgeglichen werden konnte, begann Großbritannien mit der Suche nach Ausgleich in anderen Schiffbaunationen. Der Löwenanteil der Bauorders ging an US-Werften, 750.000 Tonnen Rauminhalt bis März 1917. Die britische Regierung platzierte ihre Neubauorders für Werften in den Vereinigten Staaten mehrheitlich über Mittler, zum Großteil über die Cunard Steam-Ship Company Limited. Nach Eintritt der USA in den Krieg im April 1917 requirierten diese auch die Mehrheit der für Großbritannien im Bau befindlichen oder fertiggestellten, aber nicht abgelieferten Schiffe. Trotzdem wurde ab 3. August 1917 eine kleine Anzahl fertiggestellter Schiffe, insgesamt elf Stahlbauten und zwei Holzschiffe an Großbritannien übergeben.
Die bei Werften an der US-Westküste georderten Schiffe setzten sich aus folgenden Bautypen zusammen:
- 11.800 tdw Typ
- 10.000 tdw Typ
- 9400 tdw Typ
- 8800 tdw Typ
- 7500 tdw Typ

An der Atlantikküste entstanden die Typen:
- 12.5800 tdw Typ
- 10.100 tdw Typ
- 10.000 tdw Typ
- 8800 tdw Typ
- 8500 tdw Typ
- 7400/7500 tdw Typ
- 7300 tdw Typ
- 6200 tdw Typ
- 4350 tdw Typ
- 4000 tdw Typ
- 3500 tdw Typ

Darüber hinaus baute man an den Großen Seen:
- 3500 tdw Typ
- 3300 tdw Typ
- 3100 tdw Typ
- 2930 tdw Typ

Außerdem entstanden zwei besonders erwähnenswerte Dampfschiffe bei der Werft National Shipbuilding Company in Orange, Texas, es waren die beiden hölzernen 4850 tdw Einheiten War Mystery und War Marvel.
Auch bei Bauten aus den USA muss angemerkt werden, dass teilweise bei Gruppen, die unter demselben Typ erfasst wurden, verschiedenen Werften unabhängige Entwürfe erstellten.

## Standard-Schiffstypen aus Kanada
Das britische Imperial Munitions Board gab 87 Neubauten auf kanadischen Werften in Auftrag, 39 aus Stahl und 48 Holzbauten. Der hohe Anteil der hölzernen Schiffe erklärt sich zum einen aus dem Stahlmangel der kanadischen Kriegswirtschaft, zum anderen aus dem Holzreichtum Kanadas.
Die in Kanada georderten Stahlschiffe setzten sich aus folgenden Bautypen zusammen:
- 8800 tdw Typ
- 7200 tdw Typ
- 4600 tdw Typ
- 4300 tdw Typ
- 3500 tdw Typ
- 2900 tdw Typ
- 2400 tdw Typ
- 1800 tdw Typ

Darüber hinaus baute man auf 15 Werften einen gemeinsamen 3300 tdw Holzschiffstyp, bei dem, analog zu den US-amerikanischen Holzbauten, angemerkt werden muss, dass verschiedene Werften unabhängige Entwürfe erstellten.

## Standard-Schiffstypen aus Japan
In Japan begann man etwa um 1915 mit dem Bau von Standardschiffen von 3000, 7500 und 10.000 Tonnen Tragfähigkeit. Während des Krieges entstanden insgesamt 216 Einheiten von sechs Hauptbautypen, kleinere Werften lieferten in der Regel abweichende Entwürfe. Großbritannien erhielt 20 dieser Standardschiffe von japanischen Werften.